# Éruption d'Hatepe
L'éruption d'Hatepe est la plus récente éruption majeure du volcan Taupo en Nouvelle-Zélande, d'abord datée vers 186 EC puis vers 232 EC,. Avec un indice d'explosivité volcanique évalué à 7 et 105 km3 de matériau éjectés, elle est considérée comme la plus importante éruption volcanique en Nouvelle-Zélande des derniers 20 000 ans. Cela en fait également une des plus importantes éruptions de ces derniers 5 000 ans, comparable à l'éruption minoenne au IIe millénaire av. J.-C., à l'éruption du mont Paektu en 946 ou à l'éruption du Tambora en 1815.